# Fuente de los Inocentes
La fuente de los Inocentes (en francés: Fontaine des Innocents) es una fuente pública monumental ubicada en la plaza Joachim-du-Bellay en el barrio de Les Halles, en el distrito I de París, Francia. Originalmente llamado la fuente de las Ninfas, fue construida entre 1547 y 1550 por el arquitecto Pierre Lescot y el escultor Jean Goujon en el nuevo estilo del Renacimiento francés. Es la fuente monumental más antigua en París.
La fuente fue encargada como parte de la decoración de la ciudad para conmemorar la entrada real solemne del rey Enrique II en París en 1549.
La fuente está clasificada como Monumento histórico de Francia

Vistas históricas de la fuente
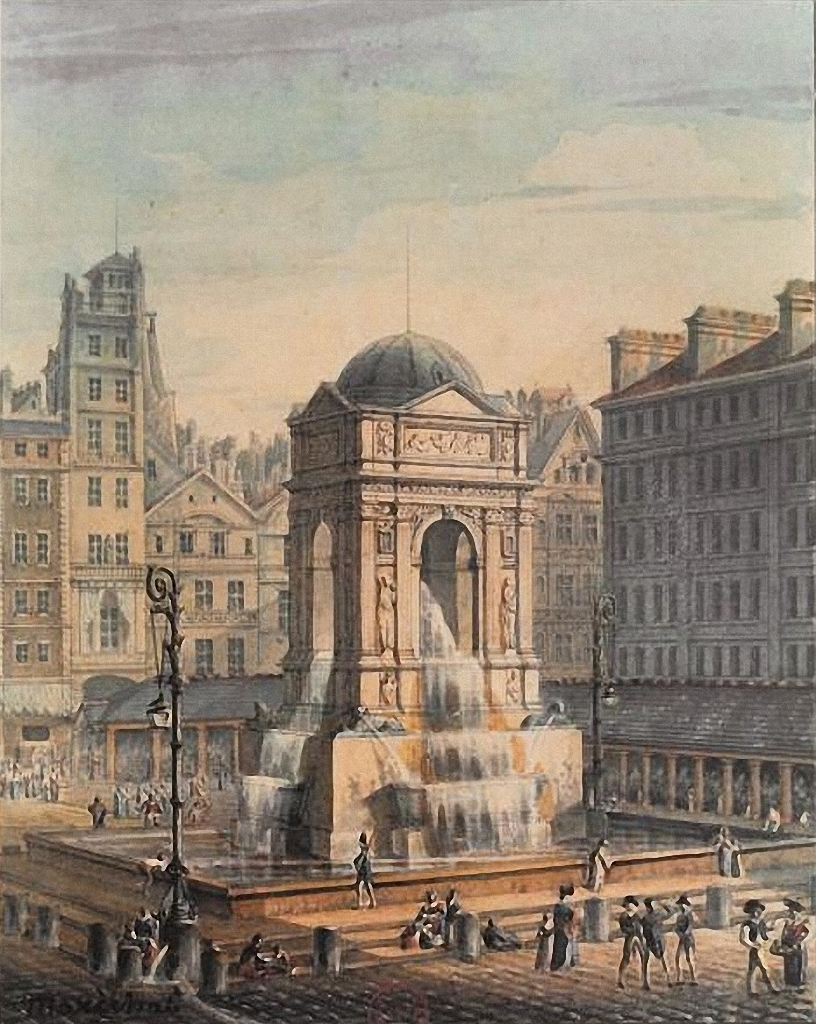
La fuente hacia 1800
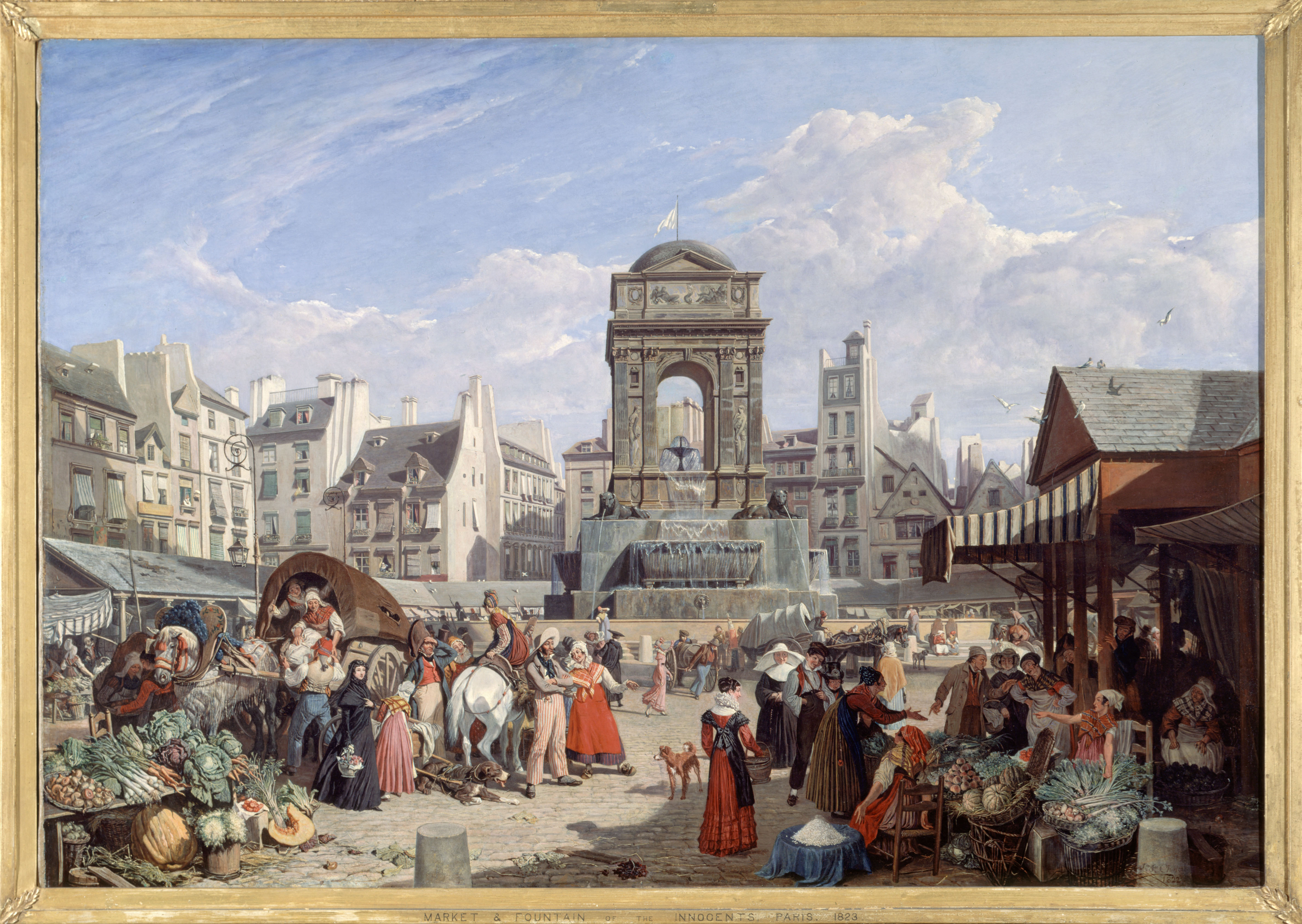
La fuente de los Inocentes en la plaza del Mercado
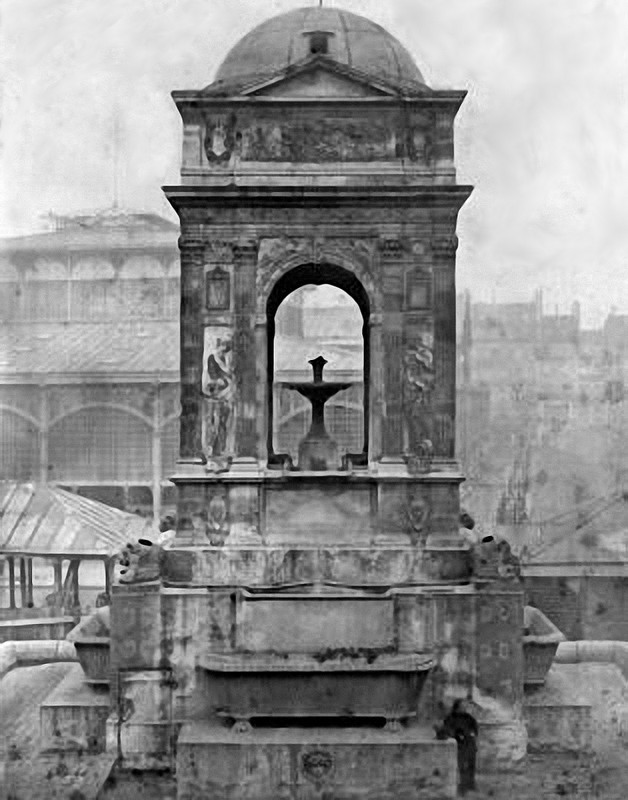
La fuente en 1847
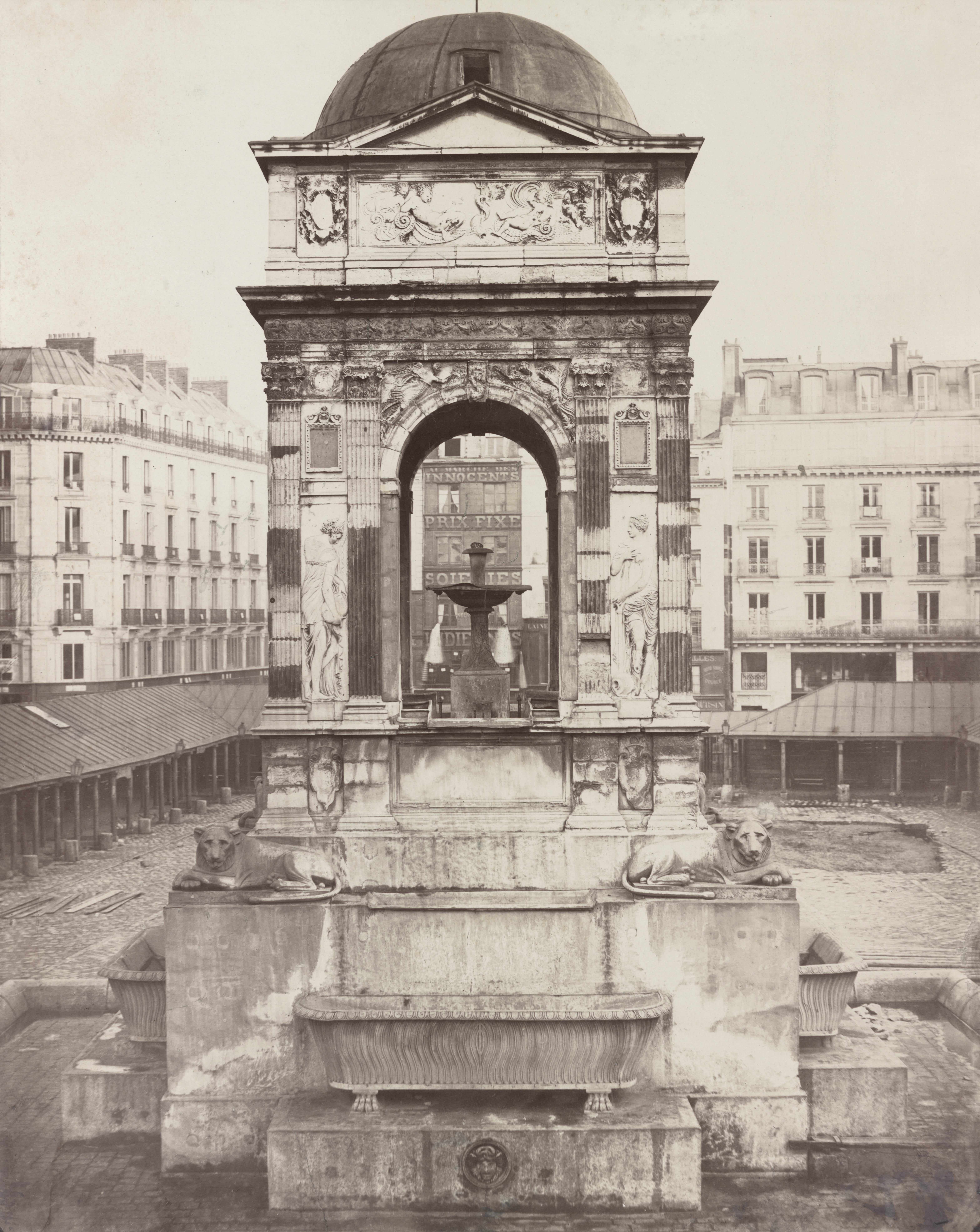
La fuente hacia 1858 - fotografía de Charles Marville